# Arniquet
Arniquet (Haïtiaans-Creools: Anikè) is een stad en gemeente in Haïti met 29.000 inwoners. De gemeente maakt deel uit van het arrondissement Port-Salut in het departement Sud.

## Indeling
De gemeente bestaat uit de volgende sections communales:
| Nr. | Naam         | Km²   | Inw.2015 |
| --- | ------------ | ----- | -------- |
| 1   | Lazarre      | 6,84  | 2.300    |
| 2   | Anse à Drick | 34,48 | 15.685   |
| 3   | Arniquet     | 17,97 | 11.195   |